# Дикий Хутір
Ди́кий Ху́тір — село в Україні, у Сухоєланецькій сільській громаді Миколаївського району Миколаївської області. Населення становить 381 особу.

## Географія
Розташоване при вершинах великої Попужиної балки, що поступово спускається до річища Громоклії.

## Історія

### Археологічні знахідки
На південній околиці села знаходяться залишки групи з трьох курганів доби бронзи (званих в народі «Трьома братами»), рівновіддалено розташованих по лінії захід — схід. Нині вони практично розорані. Насправді, згадана курганна група, як випадає говорити, складалася з чотирьох насипів (беручи до уваги ще одну пам'ятку, розташовану за трасою Миколаїв — Кропивницький в бік Кашперо-Миколаївки) і, зважаючи на загадкову рівновіддаленість одного кургана від одного — приблизно на два кілометри, є цікавим і загадковим археологічним артефактом. Іншою поважною пам'яткою старовини у селі є стара криниця на бувшій західній околиці села, котра здогадно функціонувала із золотоординських часів.

### Походження села
Суворівка у сучасному розумінні виникла приблизно у другій половині 1920-х рр. шляхом злиття двох сусідніх поселень — Буденнівки (колишнього селища Дикий хутір) та, власне, Суворівки (Суворівського селища) під час укрупнення. Колишній Дикий хутір (т. зв. Буденнівка) становить північну частину сучасної Суворівки, своєю чергою, власне «давня» Суворівка — південну половину.
Ці землі століттями становили частину «великого степового коридору», яким пройшли чи не усі відомі степові народи, що приходили з азійських глибин — від кімерійців і закінчуючи ногайцями. Здогадно у татарські часи саме на місці майбутнього села було споруджено степову криницю при степовому шляху, котрий імовірно сполучав ординську осаду, відому як Аргамакли-Сарай, та турецький Озьо-калєсі (суч. Очаків) — через одну з переправ на Бузі.
Згідно перших історичних повідомлень про цей край, на кінець 17 — початок 18 століття він належав до великої нічийної буферної зони і перебував у спільному користуванні запорожців та очаківських турків (здебільшого як пасовиська). Згодом, незважаючи на протести запорожців, 1705 року трохи на північ від сучасного села офіційно проліг кордон поміж Московією (і Запоріжжям у її складі) та Османською Імперією. В роки сплеску гайдамацького руху (1750—60-ті рр.) на землях довкола прикордоння (надто довкола нижньої течії Громоклії (Аргамакли)) знаходився один із головних осередків гайдамацького руху, тут локалізувалася свого роду «анти-Січ». Сюди прибували та ховалися особи, котрі вчинили на Січі злочини, формувалися ватаги запорізької голоти, котрі ходили на грабунок як до Польщі, так і турецьких володінь. Хоча іще за даними карти Річчі-Дзаннонні 1772 року на місці теперішньої Суворівки зазначене татарське кочовище (або поселення), зване Селван-Кьойо (тюркською — «слов'янське селище»), втім в дійсності наврядчи воно існувало насправді (або було невеликим зимівником).
1775 року ці території відійшли до Росії, увійшли до території Катерининського козацького війська, а зовсім поруч, на Громоклії, свою дачу отримав знаменитий козацький отаман Захар Чепіга. Однак ці землі ще тривалий час залишалися пустими та неосвоєними. Наприкінці 18 століття неподалік було прокладено тракт, що сполучив Єлисаветград та новостворений Миколаїв, на якому просто навпроти сучасного села знаходилися поштова станція та дорожна корчма (трактир) Ве(й)ландова (вар. «Виландова миза» чи «Лекарева», описана у нотатках кн. Долгорукого поч. ХІХ ст.). Власне земля, на якій розташоване село, станом на середину 19 століття знаходилася при самому східному рубежі Херсонського військового поселення (на початок 1860-х рр. ці землі ще вважалися «запасними») при межі із землями цивільного відомства; згодом їх було розверстано у 7 ділянку т. зв. Сухоєланцівскої скарбово-чиншової статті.
Докладні дата та обставини виникнення Дикого хутора та Суворівського селища достеменно невідомі. Щодо першого із них — хутора Дикого, дані досить суперечливі. По-перше не зовсім зрозуміло, походження подвійної назви селища Дикий (Булгарський) хутір. Перші впевнені дані про Дикий хутір датовані 1876 роком. Втім, за ранішими джерелами на місці Дикого хутора відоме поселення без сталої назви, що нотувалося то просто «хутір», то хутір Булгарський, про яке мало що відомо. Знаходилося воно на східній межі одного з округів Херсонського військового поселення, при двох вершинах Попужиної балки, що сполучаючись, поступово спускалися до Громоклії. Можливо Булгарський хутір виник ймовірно на початку 1860-х років, здогадно як поселення, котре контролювало східні практично незалюднені межі Херсонського військового поселення (є дані, що на 1860-ті роки на хуторі вже проживало 18 осіб), не виключено, що на місці якогось ранішого поселення. Можливо назва Булгарський вказує на походження перших поселенців з військового поселення Щербані або Булгари (довколишні села звалися саме булгарськими). За іншими міркуваннями, до його виникнення міг бути причетний хтось із болгарської військової старшини, що отримали на початку 1780-х рр. неподалік землі по Громоклії.
Що ж до власне Дикого хутора, то із великою долею імовірності можна припустити, що поважний стосунок до виникнення цього поселення мав аккерманський міщанин Нікола Рущук, про якого йдеться у перших згадках про цю осаду (1876—1877 роки). Однак згідно місцевої легенди, першим поселенцем Дикого хутора був відлюдник, котрий оселився біля степового вітряка у спорудженій власноруч землянці, через що його нібито прозвали диким, від прізвиська якого ніби-то й пішла назва хутора (селища). Щодо колишнього місця розташування цього вітряка, то старожили вказували на ґрунт за західною околицею Буденнівки. Не виключено, що під згадуваною легендою особою малася на увазі постать тернівського поселянина Григорія Дикого, згадуваного в цьому краї саме у 1870-х рр.
Територію, виділену під осадження та заселення Дикого хутора було, імовірно, «нарізано» та складено з трьох різних земельних обширів, що перед цим сходилися тут своїми межами.
Селище було українсько-молдавським, репрезетація яких поділялася приблизно порівну. Поселенці, котрі оселилися на Булгарському (Дикому) хуторі, переселилися сюди найімовірніше через малоземелля та походили з кількох різних регіонів. Згідно з єдиною офіційною інформацією, датованою 1890 р., дикохуторські поселенці походили з Басарабської, Київської та Чернігівської губерній. Є підстави уважати, що ранішою партією дикохутірських поселенців були саме молдовани з Басарабії (найвірогідніше з різних сіл Аккерманського та Оргеївського повітів). Вочевидь, кліматична подібність регіону півдня Басарабії та місцевих степів зумовили їхній вибір. В цьому контексті цікаво зауважити, що тип селянських будівель у Дикому хуторі виявляє багато спільних рис саме з молдавським традиційним будівництвом. Українці ж здебільшого походили з південних повітів Київської губернії (наприклад, Устенки, Круцили-Круцилови, Ребедайли тощо ймовірно були із с. Воронівка — суч. Черкаської області), Лисаветградського повіту Херсонської губернії (суч. центральна Кіровоградщина), а частково також із давніших навколишніх поселень (Ситники, Сухомяси тощо). Щодо вихідців з Чернігівщини конкретні дані наразі відсутні. Родини молдавського походження із часом практично асимілювалися — Гроси, Тури, Урсули, Рус(ул) тощо.
Дикохуторяни офіційно вважалися колишніми державними селянами та поселянами на скарбово-чиншовій статті (казенно-оброчной статье).
Поселення Суворов(о)/Суворівський «посьолок» засновано 1885—1887 рр., як поселення відставних солдатів (нижніх чинів). Власне назва Суворово/Суворівський «посьолок» виразно була накинена «зверху», була урядового та пропагандистського походження і походила від імені культового в Російській Імперії полководця Олександра Суворова (ймовірно у зв'язку з його гучними перемогами на Балканах, окрім цього поруч певний час існувало ще й поселення під назвою Кутузов).

### Російська імперія
Від свого заснування як Булгарський (Дикий) хутір, так і Суворівське селище перебували в складі Ново-Одеської волості Херсонського повіту Херсонської губернії. Жителі цих поселень були парафіянами церкви Св. Миколая у Кашперо-Миколаївці. Водночас, після відкриття 1887 року церкви Св. Марії Магдалини у Сухому Єланці віряни паралельно ходили також і до цієї парафії.
Дехто із перших мешканців (наприклад, Василь Ситник) брав участь у російсько-турецькій війні 1877—1878 рр. Заходами родини Ситників в степу на північ від Дикого хутора було влаштовано криницю, званою відтоді Ситниковою, та ставок в районі колишнього Соборного майдану (нині неіснуючий).
Станом на 1887 рік тільки у Дикому (Булгарському) хуторі було 42 двори та проживало 184 чоловіки і 193 жінки. Згадується про два «підприємства». Станом на 1896 рік кількість населення несподівано зменшилася — нараховувалося вже 53 двори із 253 жителями (135 чоловіків та 118 жінок), не виключено, що в цьому випадку враховувалося лише доросле населення. В селі була своя винна крамниця.
На 1906 р. у Дикому хуторі було 49 1/4 дворів з населенням 197 чол. та 175 жін, існувала земська школа, в якій навчалия 11 хлопців та 8 дівчаток. У Суворівці в той самий час було 85,5 дворів та 342 чол. і 310 жін., була також і своя земська школа, де навчалося 45 хлопців т 15 дівчат.
Наступного 1907 року для мешканців Дикого хутора на північ від нього було нарізано відрубні ділянки (збереглася мапа). На 1909 рік у селі числилося 72 двори та житлові будівлі та 438 мешканців обох статей. Незважаючи на те, що, власне, як хутір Дикий, так і Суворівське-Суворівка були засновані з метою забезпечення малоземельних селян з інших губерній наділами, невдовзі й тут почало бракувати землі для обробітку та відчувалося аграрне перенаселення. За певними даними щойно в липні 1911 року певна група селянських родин з Дикого хутора подалася до Амурської області — інакше, на Зелений Клин, в пошуках землі.

### Визвольні змагання
В роки українських визвольних змагань в селі перебував легендарний комбриг Котовський, в зв'язку із чим нібито й отримав назву Котовський ставок.
Востаннє назва Дикий хутір зустрічається під 1920 роком. У березні того року відбулися перші вибори складу Дикохутірської сільради. В результаті голосування до її складу увійшли Яків Шохман, Василій Урсулов, Андрій Гросул, Онисим Задорожній, Василій Ситник, Гаврило Круцилов та Павло Никора. Головою сільради став Андрій Гросул. Невдовзі Дикий хутір було перейменовано на Буденнівку — на честь іншого одіозного більшовицького військового керманича Семена Будьонного (Буденного).

### СРСР
У селі організовано с.г. артіль «Вперед до праці» (голова — Рус). Однак через ґвалтовну колективізацію та загрозу фізичної розправи, близько 1930 року село змушені в пошуках кращої долі покинути багато заможних родин, зокрема, Ситники, Нікори тощо. До багатьох доведених до зубожіння хазяйовитих односельців комуноактивісти ставилися по не-людськи (так, зокрема, до ями було посаджено літніх Андрія та Тетяну Ситників, котрі невдовзі померли від голоду).
В роки Голодомору 1932—1933 рр. від голоду загинула значна кількість жителів Суворівки (достеменна кількість дотепер не встановлена). Втім, багатьох односельців врятувала діяльність тогочасного голови колгоспу Федора Бурлаченка. Восени 1932 року той вживав дієвих заходів для порятунку колгоспників від голоду. Зокрема, за матеріалами слідства, він домігся вилучення 86 гектарів посівів ячменю з плану хлібоздачі. Зібране з цієї посівної площі зерно та 70 центнерів посліду, у якому було зерно, роздав колгоспникам. Також при обмолоті допустив пуск зерна у полову та солому і таким способом зберіг його для села.
Кількох мешканців Буденнівки та Суворівки, як і вихідців з них, було репресовано в 1930-ті роки, зокрема, вчителя школи Абаєва та братів Нікорів.

#### Друга світова війна
Під час Другої світової війни 7 серпня 1941 року 2 батальйон 43 прикордонного полку, намагаючись стабілізувати лінію фронту, розшматовану в результаті Уманської катастрофи Червоної Армії, зайняв оборону на південній околиці Буденнівки. Відтак лінія фронту в селі затрималася на тиждень. Станом на 13 серпня 1941 року Буденівка та Суворівка, ймовірно, орієнтовно на південній околиці Буденнівки, нетривалий час оборонявся підрозділами 130 стрілецької дивізії, за іншими даними, станом на 12 — 15 серпня, 164 стрілецької дивізії (за іншими джерелами це були частини «групи Саннікова») проти частин 1 моторизованої бригади 48 моторизованого корпусу гітлерівців (чи 25 моторизованої дивізії).
Найзапекліші бойовища на терені села відбулися 12 та 16 серпня 1941 року. Невдовзі було окуповане частинами гітлерівських сателітів (1 угорської піхотної дивізії). Під час боїв 16 серпня у Суворівці загинуло кілька угорських вояків, котрих потому було й поховано у селі.
Зайняте 15 березня 1944 року частинами 40 гвардійської стрілецької дивізії. Першою «ластівкою» «звільнення» у мешканців Суворівки було «спілкування» зі СМЕРШівцями (часом із допитами), котрі увійшли в село за частинами регулярного війська.
Дехто з уродженців Суворівки (як, наприклад, Володимир Дубачинський 1943 року) загинули в концтаборі «Освенцим».

#### Повоєнна історія
По війні у селі функціонував колгосп (інакше артіль) ім. Дімітрова.
За певний час, в процесі укрупнення (вочевидь, у 1950-ті роки), Суворівку було включено до складу Сухоєланецької сільради.
19 вересня 2024 року Верховна Рада підтримала перейменування села Суворовка на Дикий Хутір. 26 вересня 2024 року перейменування набуло чинності.

## Населення
Згідно з переписом УРСР 1989 року чисельність наявного населення села становила 364 особи, з яких 165 чоловіків та 199 жінок.
За переписом населення України 2001 року в селі мешкало 377 осіб.

### Мова
Розподіл населення за рідною мовою за даними перепису 2001 року:
| Мова       | Відсоток |
| ---------- | -------- |
| українська | 92,65 %  |
| російська  | 4,72 %   |
| вірменська | 2,36 %   |
| білоруська | 0,26 %   |